# Мар'янівка (Сумський район)
Мар'я́нівка — село в Україні, у Білопільській міській громаді Сумського району Сумської області. Населення становить 33 особи. До 2020 орган місцевого самоврядування - Гуринівська сільська рада.

## Географія
Село Мар'янівка розташоване на правому березі річки Крига в яку за 1 км впадає річка Павлівка, вище за течією на відстані 3 км розташоване село Річки, нижче за течією на відстані 1.5 км розташоване село Василівщина.

## Назва
На території України 64 населених пункти із назвою Мар'янівка.

## Історія
Село постраждало внаслідок геноциду українського народу, проведеного урядом СССР в 1923–1933 та 1946–1947 роках.
12 червня 2020 року, відповідно до розпорядження Кабінету Міністрів України № 723-р «Про визначення адміністративних центрів та затвердження територій територіальних громад Сумської області», село увійшло до складу Білопільської міської громади.
19 липня 2020 року, в результаті адміністративно-територіальної реформи та ліквідації Білопільського району, село увійшло до складу новоутвореного Сумського району.

#### Російське вторгнення в Україну (з 2022)
26 серпня 2024 року російські загарбники продовжували обстрілювати прикордонні території Сумської області. Зокрема в селі зафіксовано 1 вибух, ймовірно КАБ.

## Економіка
- Молочно-товарна ферма.